# RCD 마요르카
RCD 마요르카(스페인어: Real Club Deportivo Mallorca)는 마요르카 섬에 있는 손 모시 경기장을 홈 구장으로 하는 스페인의 축구 클럽이다. 현재 감독은 하고바 아라사테이다.
이 축구단은 1916년 창단되었다. 2002-03 코파 델 레이에서 우승을 차지했으며 최고 성적은 1998-99, 2000-01 시즌에서 기록한 3위이다. 현재 라리가에 속해 있다. 2009-10 시즌에서 5위를 차지해 유로파리그 진출권을 획득하였지만, 부채 문제로 인하여 참여하지 못하였다. 결국 부채 문제는 다음 시즌의 대재앙으로 이어졌다. 마지막 라운드까지 하위권을 맴돌았고 최종 라운드에서 아틀레티코 마드리드에 4-3으로 패해 1부리그 자력 잔류에 실패하였지만 발렌시아 CF가 데포르티보 라 코루냐를 2-0으로 꺾으며 간신히 강등을 면했다.

## 재정 상황
2008년 7월 22일 클럽 지분의 96%가 5천만 파운드 이상의 가격에 영국 기사업가 폴 데이비슨에게 넘어갔다는 공식 발표가 있었으나 같은 해 11월에 그 거래는 자금 부족으로 완료되지 못했다는 것이 밝혀졌다. 2009년 11월 19일 스페인 사업가 마데오 알레마니가 마르티-밍가로 가족으로부터 구단을 매입했다. 2010년 5월 클럽의 공식 발표에 따르면 42.5m~51.3m 파운드 가량의 빚을 가진 구단이 법정관리를 받게 되었다. 2010년 6월 28일 로렌조 세라 페러가 이끄는 컨소시엄이 클럽을 공식 매입하였으며 거래는 2010년 7월에 완료되었다. 하지만 클럽의 불안정한 재정 상태로 인하여 2010년 7월 22일 UEFA는 RCD 마요르카가 2010-11 UEFA 유로파 리그에 출전할 수 없다고 밝혔다.

## 선수

### 현재 선수 명단
2025년 2월 3일 기준
참고: FIFA 자격 규정에 따라 소속된 국가대표팀 국기를 표시합니다. 선수는 복수의 FIFA 비회원국 국적을 가지고 있을 수 있습니다.
| 번호 | 포지션 | 국적       | 이름                                |
| ---- | ------ | ---------- | ----------------------------------- |
| 1    | GK     | 슬로바키아 | 도미니크 그레이프                   |
| 2    | DF     |            | 마테우 모레이                       |
| 3    | DF     |            | 토니 라토                           |
| 5    | MF     | 적도 기니  | 오마르 마스카렐                     |
| 6    | DF     |            | 호세 마누엘 코페테                  |
| 7    | FW     | 코소보     | 베다트 무리치                       |
| 8    | MF     |            | 마누 모를라네스                     |
| 9    | FW     |            | 아브돈 프라츠                       |
| 10   | MF     |            | 세르지 다르데르                     |
| 11   | FW     |            | 아사노 다쿠마                       |
| 12   | MF     | 포르투갈   | 사무 코스타                         |
| 13   | GK     |            | 레오 로만                           |
| 14   | MF     |            | 다니 로드리게스 (부주장)            |
| 16   | DF     |            | 발레리 페르난데스 (지로나에서 임대) |

| 번호 | 포지션 | 국적       | 이름                                       |
| ---- | ------ | ---------- | ------------------------------------------ |
| 17   | FW     |            | 카일 래린                                  |
| 18   | MF     |            | 안토니오 산체스                            |
| 20   | FW     | 포르투갈   | 치퀴뉴 (울버햄프턴 원더러스에서 임대)      |
| 21   | DF     |            | 안토니오 라이요 (주장)                     |
| 22   | DF     | 콜롬비아   | 요한 모히카                                |
| 23   | DF     |            | 파블로 마페오                              |
| 24   | DF     | 슬로바키아 | 마르틴 발렌트                              |
| 25   | GK     |            | 이반 케야르                                |
| 27   | MF     |            | 로베르트 나바로 (레알 소시에다드에서 임대) |

### 임대 선수 명단
참고: FIFA 자격 규정에 따라 소속된 국가대표팀 국기를 표시합니다. 선수는 복수의 FIFA 비회원국 국적을 가지고 있을 수 있습니다.
| 번호 | 포지션 | 국적 | 이름                            |
| ---- | ------ | ---- | ------------------------------- |
| —    | DF     |      | 다비드 로페스 (부르고스로 임대) |

## 역대 감독
| 감독                   | 임기      |
| ---------------------- | --------- |
| 후안 카를로스 로렌소   | 1958~1960 |
| 세사르 로드리게스      | 1964~1965 |
| 후안 카를로스 로렌소   | 1967      |
| 사비노 바리나가        | 1969~1970 |
| 세사르 로드리게스      | 1975      |
| 로렌소 페레르          | 1983      |
| 베니토 호아네트        | 1985      |
| 로렌소 페레르          | 1985~1993 |
| 빅토르 무뇨스          | 1996~1997 |
| 엑토르 쿠페르          | 1997~1999 |
| 루이스 아라고네스      | 2000~2001 |
| 베른트 크라우스        | 2001~2002 |
| 그레고리오 만사노      | 2002~2003 |
| 자이므 파셰쿠          | 2003      |
| 루이스 아라고네스      | 2003      |
| 베니토 플로로          | 2004      |
| 엑토르 쿠페르          | 2004~2006 |
| 그레고리오 만사노      | 2006~2010 |
| 미카엘 라우드루프      | 2010~2011 |
| 미겔 앙헬 나달(대행)   | 2011      |
| 호아킨 카파로스        | 2011~2013 |
| 그레고리오 만사노      | 2013      |
| 발레리 카르핀          | 2014~2015 |
| 알베르트 페레르        | 2015      |
| 세르지 바르주안        | 2017      |
| 비센테 모레노          | 2017~2020 |
| 루이스 가르시아 플라사 | 2020~2022 |
| 하비에르 아기레        | 2022~2024 |
| 하고바 아라사테        | 2024~     |

## 주요 성적
- UEFA 컵위너스컵

● 준우승 (1): UEFA 컵위너스컵 1998-99
- 세군다 디비시온 우승 2회
  - 우승: 1959–60, 1964–65

- 세군다 디비시온 B
  - 우승(2): 1980-1981, 2017-2018

- 코파 델 레이
  - 우승 (1): 2002-2003
  - 준우승 (2): 1990-1991, 1997-1998

- 수페르코파 데 에스파냐 우승 1회:
  - 우승 (1): 1998